# John Winsch
John O. Winsch aus Stapleton, New York war ein US-amerikanischer Verleger von Ansichtskarten im Premiumsegment. 
Der Verlag brachte offenbar keine Orts-, Stadt- oder Landschaftsansichten heraus, sondern nur Glückwunschkarten und Künstlerkarten. Die bekanntesten Entwürfe stammen von Samuel L. Schmucker die heute begehrte Sammelstücke sind, auch Karten von anderen Künstlern sind bei Sammlern beliebt.  Weitere Entwürfe kamen von den Künstlern Charles Levi, Fred Kolb, Helen P. Strong, Kathryn Elliott und Jason Freixas. Die ersten Ansichtskarten erschienen 1910 und bis 1915 brachte Winsch es auf 3.000 Ansichtskarten von verschiedenen Künstlern. 1915 war zugleich das Ende des Verlages. Er ließ seine Karten in Deutschland drucken, wahrscheinlich weil dort damals die Drucktechnik führend war.